# Medaille ter Herinnering aan de 13e Maart 1938
De Medaille ter Herinnering aan de 13e Maart 1938 (Duits: Medaille zur Erinnerung an den 13. März 1938, ook wel Ostmark-Medaille) werd ter herinnering aan de Anschluss, de annexatie van Oostenrijk door Duitsland op 13 maart 1938 ingesteld. Dat gebeurde op 1 mei 1938 door Adolf Hitler. De annexatie, een "vereniging" genoemd, werd met geweld en intimidatie afgedwongen.
De  herinneringsmedaille werd 318.689 maal toegekend. Hitler droeg de medaille zelf niet.

## De eerste medaille
Door een misverstand werden twee medailles geslagen en uitgereikt. De eerste onderscheiding, een ronde bronzen medaille heeft een diameter van 32 millimeter. Het brons is donkergetint en toont op de voorzijde het hoofd van Adolf Hitler. Daaromheen staat het rondschrift "EIN VOLK ° EIN REICH ° EIN FÜHRER". Op de keerzijde staat een adelaar met in de klauwen een hakenkruis en de datum "13. März 1938".

## De tweede medaille
De door de kunstenaar Richard Klein ontworpen ronde zilveren medaille heeft een diameter van 32 millimeter. De medaille toont op de voorzijde twee naakte mannen die de terugkeer van het Oostenrijk in het Duitse Rijk symboliseren. Zij hebben elkaar de hand gereikt en de achterste persoon op het podium, het Duitse Rijk, trekt de tweede persoon (Oostenrijk) op het podium. De achterzijde toont binnen het rondschrift "EIN VOLK ° EIN REICH ° EIN FÜHRER."
de datum "13. März 1938" in drie regels.
De medaille werd aan een rood lint met zwart-witte bies op de linkerborst gedragen. De kleuren zijn die van Duitsland, maar ook die van de NSDAP en van het Oostenrijkse wapen.

## Na de Tweede Wereldoorlog
Deze medaille is in beide uitvoeringen van een hakenkruis voorzien. Dat betekent dat het verzamelen, tentoonstellen en verhandelen van deze onderscheidingen in Duitsland aan strenge wettelijke regels is onderworpen.
De vier geallieerden hebben na de bezetting van Duitsland het dragen van alle Duitse orden en onderscheidingen, dus ook die uit het Duitse Keizerrijk van vóór 1918, verboden. Dat verbod is in de DDR altijd van kracht gebleven. Op 26 juli 1957 vaardigde de Bondsrepubliek Duitsland een wet uit waarin het dragen van onderscheidingen met daarop hakenkruizen of de runen van de SS werd verboden. Het dragen van een dergelijk  insigne werd net als het dragen van de Orde van Verdienste van de Duitse Adelaar en het Ereteken voor de 9e November 1923, de zogenoemde Blutorden, streng verboden. Dat verbod treft ook de Medaille ter Herinnering aan de 13e Maart 1938, die immers nauw met het nationaalsocialisme en de Duitse agressie tegen de buurlanden verbonden is.
Ook het verzamelen, tentoonstellen en afbeelden van de onderscheidingen van de nazi's werd aan strenge regels gebonden. Veel onderscheidingen werden ontdaan van de hakenkruizen, van een doodskop en soms van zowel hakenkruis als adelaar. Ook in een gedenazificeerde uitvoering mag deze onderscheiding in Duitsland niet worden gedragen.